# Čečovice (zámek)
Zámek Čečovice stojí v obci Čečovice, v okrese Plzeň-jih v Plzeňském kraji. Od roku 1964 je chráněn jako kulturní památka.

## Historie

### Tvrz
Tvrz, která zámku předcházela, nechal patrně již v 1. polovině 14. století vystavět některý z jménem neznámých potomků Jaroslava z Bukovce. V letech 1355–1358 je jako majitel Čečovic, Bukovce a tvrze uváděn Jaroslav z Čečovic; ze stejné doby pochází také první zmínka o tvrzi. V roce 1364 obce i s tvrzí od něho odkupují bratři Jan Bušek a Václav z Velhartic. Později je jako majitel uváděn už jen Jan Bušek, přičemž zboží spravoval z hradu Velhartice. V roce 1395 získala Čečovice Anna z Velhartic, přičemž svůj podíl zde měl i její druhý manžel Václav z Vartemberka (uváděn v roce 1401). V roce 1409 ji pak Anna, tehdy již provdána za Hynka staršího z Náchoda, postoupila Jindřichovi III. z Rožmberka, který statek spravoval prostřednictvím purkrabích. V roce 1390 zde Jindřich nechal popravit Přibíka z Janovic, který se proti němu vzbouřil, což vyvolalo boje s Rýzmburskými z Janovic, které trvaly až do Jindřichovy smrti v roce 1412. V polovině 15. století statek odkoupil Dobeš Snopoušovský z Čečovic a následně docházelo k rychlému střídání majitelů. V roce 1546 ji odkoupil Jan mladší Popel z Lobkovic a následně připojil k horšovskotýnskému panství. Tehdy ztratila svoji sídelní funkci a rychle zpustla. Z roku 1587 se pak dochoval popis komplexu, který obsahoval kromě již zmíněné tvrze také sladovnu, pivovar, dvůr s ovčín a nacházela se zde i chmelnice a štěpnice a pod tvrzí rybník. Někdy před rokem 1623, zřejmě stále za Popelů z Lobkovic, prošel přestavbou na manýristický zámek.

### Zámek
V roce 1623 však bylo horšovskotýnské panství Popelům zkonfiskováno a zakoupil jej hrabě Maxmilián Trauttmansdorff. Za Trauttmansdorffů, patrně okolo roku 1715, došlo k výstavbě barokního východního křídla a dalším úpravám zámku. Zároveň došlo k přestavbě gotického paláce původní tvrze na sýpku, dnešní západní křídlo zámku. Od této doby sloužil zámek jako zázemí pro knížete a jeho hosty při návštěvách zdejší obory. V podstatě v nezměněné podobě zůstal až do počátku 20. století, kdy byl po pozemkové reformě jako zbytkový statek prodán a jeho přízemí upraveno na hospodářské prostory. V roce 1955 byl státním statkem upraven na ubytovnu zemědělských brigádníků. Státní statek o zámek však brzy ztratil zájem a po útocích místních obyvatel, kteří přízemní prostory upravili na garáže, značně zchátral. Situaci se nezlepšila ani za vlastnictví JZD Puclice, neboť v roce 1990 objekt vyhořel. V roce 1998 se zámek dostal do majetku Českého svazu ochránců památek a od té doby prochází generální rekonstrukcí. Postupně došlo ke statickému zajištění budov a v roce 2005 k dokončení kompletního zastřešení objektu.

## Přístup
Okolo zámku vede cyklotrasa 2223 ze Staňkova do Černovic a dále do Kladrub.